# Hồng Nhu
Hồng Nhu (tên thật là Trần Hồng Nhu, 1934 – 2022) là nhà văn Việt Nam, được tặng Giải thưởng Nhà nước về Văn học Nghệ thuật năm 2012.  

## Tiểu sử
Hồng Nhu tên thật là Trần Hồng Nhu, quê ở làng Mỹ Lợi, xã Vinh Mỹ, huyện Phú Lộc, tỉnh Thừa Thiên Huế. Trong lý lịch, Hồng Nhu ghi sinh ngày 1 tháng 12 năm 1934, nhưng thật ra ông sinh năm Nhâm Thân (1932).
Hồng Nhu nhập ngũ từ năm 1948 đến 1961, thuộc Sư đoàn 325, chiến đấu ở chiến trường Bình Trị Thiên và Trung Hạ Lào. Năm 1962, ông chuyển ngành làm cán bộ văn hoá, sau đó làm cán bộ kỹ thuật thuỷ lợi ở Ty Thuỷ lợi Nghệ An, Ty Văn hoá Nghệ An đến năm 1965. Từ năm 1965 đến năm 1987, ông làm cán bộ văn nghệ ở Hội Văn nghệ Nghệ An (sau là Nghệ Tĩnh), Uỷ viên thường trực Hội Văn nghệ Nghệ Tĩnh. Từ năm 1987, ông về làm cán bộ văn nghệ ở Hội Văn nghệ Bình Trị Thiên, rồi Thừa Thiên Huế, sau đó là Phó Chủ tịch Hội Văn học nghệ thuật Thừa Thiên Huế, Tổng Biên tập Tạp chí Sông Hương nhiều năm. Năm 1998 ông nghỉ hưu tại thành phố Huế.
Hồng Nhu từng làm Ủy viên Hội đồng Văn xuôi của Hội Nhà văn Việt Nam, Thư ký Chi hội Nhà văn Việt Nam tại Huế, Ủy viên Hội đồng Nghệ thuật Hội Liên hiệp Văn học Nghệ thuật Thừa Thiên Huế.
Ông là đảng viên Đảng Cộng sản Việt Nam, hội viên Hội nhà văn Việt Nam từ năm 1981. 
Ông qua đời ngày 3 tháng 9 năm 2022 tại thành phố Huế.

## Sự nghiệp
Hồng Nhu bắt đầu sáng tác văn nghệ (ca khúc) từ năm 1950, viết truyện ngắn đầu tay năm 1955, khi còn là lính Sư đoàn 325. 15 năm sau, lúc về Hội Văn nghệ Nghệ Tĩnh, ông mới xuất bản được tác phẩm đầu tay. Kể từ đó, bình quân cứ 2 năm ông xuất bản một cuốn. Có thể kể: “Rừng thông cao vút (ký, 1969); Ý nghĩ mùa thu (tập truyện  ngắn, 1971); Tiếng nói chìm sâu (tập truyện ngắn, 1976); Đêm trầm (tập truyện ngắn, 1976)…
Đến sau năm 1987, những tác phẩm của Hồng Nhu mới thật sự được dư luận chú ý, như các truyện ngắn: “Vịt trời lông tía bay về”, “Cổ tích làng”, "Lễ hội ăn mày", “Bao nhiêu là cát”, “Trà thiếu phụ”... và các tuyển tập: “Chiếc tàu cau” (tập thơ, 1995); “Thuyền đi trong mưa ngâu” (tập truyện ngắn, 1995); “Rêu đá” (tập thơ, 1998); “Mưa gió đầy trời” tập truyện ngắn, 1999); “Lễ hội ăn mày” (tập truyện ngắn, 2001), trong đó, nhiều tác phẩm đã được tặng giải thưởng cao về văn học.
Với Hồng Nhu, thơ chỉ là sự “ngẫu hứng” khi đã “về chiều”. Mặc dù vậy nhưng Hồng Nhu cũng đã để lại không ít những câu thơ hay.
Quan niệm về nghề, Hồng Nhu viết:
| “                  | Tôi thường tâm niệm với lời dạy của các bậc thầy, bậc đàn anh: phải “sống chết” với nghề. Đã là nghề thì phải học tập không ngừng, rèn luyện tay nghề không ngừng để sản phẩm mình làm ra ngày một đẹp hơn, tốt hơn, hay hơn. Vì vậy, tôi thường viết năm ba chọn lấy một, tự mình sàng lọc lấy mình. Điều tôi kinh hãi nhất đối với người viết là sản phẩm làm nhiều nhưng chất lượng ít… | ” |
| — nhà văn Hồng Nhu | |   |

Hơn 60 năm cầm bút, Hồng Nhu đã cho xuất bản 20 tập truyện ngắn, tiểu thuyết và thơ. Ông được mệnh danh là nhà văn của đầm phá. Trong đó, có những tác phẩm đã đi vào lòng người, có chỗ đứng trong văn học sử như như Lễ hội ăn mày, Vịt trời lông tía bay về...
Trong sự nghiệp sáng tác của mình, Hồng Nhu đã đạt được nhiều giải thưởng văn học của Trung ương và địa phương: Giải ba tạp chí Văn nghệ Quân đội (1958) với truyện Những người trên đồng cỏ; Giải A - Văn nghệ Nghệ Tĩnh (1980) với tập Ý nghĩ mùa thu; Giải chính thức Văn học Nghệ thuật Nguyễn Du - Nghệ Tĩnh (1985) với tập Cây tâm hồn trắng và Vẫn chuyện phiêu lưu; 3 Giải A Văn học Nghệ thuật Cố Đô - Thừa Thiên Huế (các năm 1987-1992, 1993-1998, 1998-2002) với các tập Ngẫu hứng về chiều, Thuyền đi trong mưa ngâu, Lễ hội ăn mày; Giải Nhì tạp chí Văn nghệ Quân đội (1994) với Vịt trời lông tía bay về; Giải A của Ủy ban toàn quốc Liên hiệp các Hội Văn học Nghệ thuật Việt Nam (1995) cho tập Thuyền đi trong mưa ngâu; Giải B (2001) cho tập Lễ hội ăn mày; Giải B Cây bút vàng (1998-2000) do Bộ Công an và Hội Nhà văn Việt Nam trao cho truyện ngắn Cổ tích làng; Tặng thưởng văn học (2004) do Hội Nhà văn Việt Nam tặng cho tập truyện ngắn Trà thiếu phụ; Giải Văn học Nghệ thuật Cố Đô cao tuổi với tập tuyển Thơ chọn lọc (2003-2008); Giải cao tuổi của Ủy ban toàn quốc Liên hiệp các Hội Văn học Nghệ thuật Việt Nam (2006) cho tập tuyển Vịt trời lông tía bay về. Ông là nhà văn lập kỷ lục đạt 3 giải A liên tiếp của Giải thưởng Văn học nghệ thuật Cố đô 5 năm trong ba kỳ trao giải đầu tiên (1987-1992; 1992-1997; 1998-2003).
Hồng Nhu đã được tặng Huân chương Kháng chiến hạng Nhất; Huy hiệu 65 tuổi Đảng.
Năm 2012, ông được tặng Giải thưởng Nhà nước về Văn học Nghệ thuật với cụm tác phẩm: Vịt trời lông tía bay về (tuyển tập truyện ngắn); Trà thiếu phụ (tập truyện ngắn).

## Tác phẩm chính

### Văn xuôi
- Rừng thông cao vút (tập bút ký, 1968)
- Ý nghĩ mùa thu (tập truyện ngắn, 1971)
- Đêm trầm (tập truyện ngắn, 1976)
- Tiếng nói chìm sâu (tập truyện ngắn, 1976)
- Gió đồi (tập truyện, 1978)
- Cây tâm hồn trắng (tập truyện ngắn, 1984)
- Vẫn chuyện phiêu lưu (truyện dài thiếu nhi, 1985)
- Hai giọt sương (truyện ngắn thiếu nhi, 1986)
- Thuyền đi trong mưa ngâu (tập truyện ngắn, 1995)
- Lễ hội ăn mày (tập truyện ngắn, 2001)
- Trà thiếu phụ (tập truyện ngắn, 2003)
- Vịt trời lông tía bay về (tuyển tập, 2005)
- Biển ở ngay thềm nhà (tập truyện ngắn, 2006)
- Chuyện một tình yêu (tập truyện ngắn, 2007)
- Bao nhiêu là cát (tập truyện ngắn, 2007)
- Đồi trở gió (tiểu thuyết, 2008).

### Thơ
- Ngẫu hứng về chiều (1988)
- Nước mắt đàn ông (1992)
- Chiếc tàu cau (1995)
- Rêu đá (1998)

Nguồn: 

## Vinh danh
- Giải thưởng Nhà nước về Văn học Nghệ thuật năm 2012
- Huân chương Kháng chiến hạng Nhất
- Huy hiệu 65 tuổi Đảng.

### Giải thưởng văn học
- Giải ba tạp chí Văn nghệ Quân đội (1958)
- Giải A - Văn nghệ Nghệ Tĩnh (1980)
- Giải chính thức Văn học Nghệ thuật Nguyễn Du - Nghệ Tĩnh (1985)
- 3 Giải A Văn học Nghệ thuật Cố Đô - Thừa Thiên Huế (các năm 1987-1992, 1993-1998, 1998-2002)
- Giải Nhì tạp chí Văn nghệ Quân đội (1994)
- Giải A của Ủy ban toàn quốc Liên hiệp các Hội Văn học Nghệ thuật Việt Nam (1995); Giải B (2001)
- Giải B Cây bút vàng (1998-2000) của Bộ Công an và Hội Nhà văn Việt Nam
- Tặng thưởng văn học (2004) của Hội Nhà văn Việt Nam
- Giải Văn học Nghệ thuật Cố Đô - Thừa Thiên Huế cao tuổi (2003-2008)
- Giải cao tuổi của Ủy ban toàn quốc Liên hiệp các Hội Văn học Nghệ thuật Việt Nam (2006).